# Тикуль
Тикуль (исп. Ticul) — город в Мексике, штат Юкатан, административный центр одноимённого муниципалитета. Численность населения, по данным переписи 2010 года, составила 32 796 человек.

## Общие сведения
Название Ticul с майянского языка можно перевести как место укоренения или место, где остались жить.
Поселение было основано в доиспанский период, а первое упоминание относится к 1549 году, получив статус энкомьенды. В 1867 году был присвоен статус города, но позднее переходит в статус посёлка. В 1981 году, при губернаторе Франсиско Луна Кане, Тикулю был вновь присвоен статус города.